# Асен Баликси
Асѐн Баликсѝ (на френски: Asen Balikci) е българо-канадски антрополог и документалист.

## Биография
Асен Баликси е роден през 1929 г. в Истанбул в семейство на цариградски българи. При турцизацията на фамилните имена в Турция първоначалната му фамилия Николов е променена на Балакчъ (от професията на баща му, търговец на риба), която той запазва и по-късно във френската транскрипция Баликси. Към 1936 г. семейството се премества в София, но в навечерието на Деветосептемврийския преврат от 1944 г. отново емигрира в Турция. Малко по-късно Асен заминава да учи в Женева, а след това се установява в Канада.
Баликси защитава докторат по антропология в Колумбийския университет при Маргарет Мийд, след което работи в Канадския исторически музей в Отава и в Монреалския университет, където е професор по антропология (1969 – 1993). Първата му научна публикация в Канада е посветена на местната българска имиграция – „Някои бележки върху структурата на македонската етническа група в Торонто“ (разширен вариант на това изследване е публикуван на български език през 1993 г. в съавторство с Б. Стоянова-Бонева „Балкански бизнесмени в Канада“. Става известен с изследванията си на изолираната ескимоска група нетсилик, както и с ефективното прилагане на филмиране за нуждите на етнографията, превръщайки се във важна фигура на развиващата се по това време визуална антропология. През следващите години работи и при други изолирани етнически групи в Афганистан, Африка и Сибир.
От 1963 до 1967 г. работи в Кеймбридж (Масачузетс), по програма целяща да въведе мултикултуралното обучение в американските първоначални училища – MAN: A source of study, която се експериментира в 5000 училища в САЩ. Като част от програмата реализира филмовата серия „Ескимосите Нетсилик“, която по-късно се превръща в класическо произведение на визуалната антропология.
През годините на перестройката в СССР реализира два филма за автохтонните северни народи в Сибир – „Сибир през погледа на сибирците“ и „Сиреники хроника“
След пенсионирането си през 1993 г. прекарва дълго време в България, където снима няколко документални филма за локални етнически, религиозни и социални групи: „Балкански портрети“, „Жените на Брезница“ & „Светът на стария Ибрахим“ (1997, асистент-антрополог Харалан Александров), „Ромски портрети“, „Един ден от живота на Ефтим Д.“, „Мюсюлмански лабиринти“.
Автор е на монографии и научни статии: „Ескимосите Нетсилик“, „Семейната организация у Вунта Кучин“, „Ескимосите на полуостров Лабрадор“, „Родство и брак в едно македонско село“, „Кавгите в едно балканско село“, „Пасторализъм и класова диференциация у паштуните Лакенхей“ и др.
Удостоен с титлата Почетен доктор на Нов български университет (7 април 2011 г.).
Дъщеря му Анна Баликси-Денджонгпа (PhD London University) е директор на държавния исторически институт на Сиким. Прави също така филми .
Асен Баликси умира на 4 януари 2019 г.